# Семјон Дежњов
Семјон Иванович Дежњов (рус. Семён Иванович Дежнёв; Велики Устјуг, око 1605 – Москва 1673) био је руски морепловац, путописац и истраживач северног и источног Сибира, козачки атаман и трговац крзнима. Први је познати морепловац који је открио и препловио мореуз који дели Северну Америку од Азије. Иако је Дежњов препловио данашњи Берингов мореуз још 1648. године, чак 80 година пре Витуса Беринга, за његова открића се сазнало тек 1736. године када је откривен његов извештај о поменутој експедицији. 

## Биографија
Семјон Дежњов родио се вероватно 1605. године у граду Велики Устјуг (данашња Вологодска област) или у неком од оближњих села уз обале реке Пинеге. Извесно је да се као младић преселио на подручје Сибира, иако тачан датум није познат. Године 1635. ступио је у службу у козачку јединицу у градовима Тобољску и Јенисејску, одакле је заједно са истраживачем Петром Бекетовим 1638. године прешао на подручје Јакутске тврђаве. Њих двојица се сматрају оснивачима данашњег града Јакутска. Служећи у војсци Руског царства и прикупљајући порезе од локалног сибирског становништва, Дежњов се детаљније упознао са географијом и етнологијом Сибира.
У лето 1643. године у склопу истраживачког одреда који је предводио Михаил Стадухин открио је реку Колиму и учествовао у оснивању утврђења Средњеколимск, у то време најисточнијег руског утврђења из којег се спроводила даља руска колонизација околног простора. Годину дана касније Дежњов је основао и утврђење Нижњеколимск. на обалама Колиме Дежњов је остао све до лета 1647. када је реком требало да бродовима отпутују низовдно. Међутим како је јак лед на реци онемогућавао то путовања, Дежњов и Попов успели да доплове до мора тек 20. јуна 1648. године. Због јаких олуја три брода су потопљена непосредно по напуштању ушћа Колиме и ступања на акваторију Арктичког океана. Још један брод је изгубљен у августу 1648. године, а експедицију су наставила преостала три пловила. Бродови су следили обалу и успели да прођу рт за који је касније утврђено да представља најисточнију тачку континенталног дела Азије (данас рт Дежњов). Како је Дежњевљов брод потонуо јужно од ушћа реке Анадир експедиција је на копно пристала у подножју Корјачких планина одакле је, након десет недаља путовања санкама стигла до реке Анадир, где су провели зиму. У лето 1649. експедиција је наставила свој пут реком узводно у дужини од преко 600 километара, и на том месту, у средњем делу тока Анадира основала утврђење. Експедиција је на изворишту Анадира открила до тада непознато племе. 
Дежњов је остао у Анадирској тврђави све до 1662. године када се вратио назад у Јакутск, одакле је две године каснио отпутовао у Москву носећи са собом богатства која је сакупио на својим истражвањима (углавном је била реч о крзнима и кљовама моржева). У наредним годинама бавио се трговином на релацији Москва-Јакутск, а преминуо је у Москви, вероватно 1673. године (по неким изворима 1672. године). 
Њему у част, најисточнија тачка континенталне Азије Рт Дежњов носи његово име. 